# 尤素福·卡什
尤素福·卡什，CC（亚美尼亚语：Յուսուֆ Քարշ；英语：Yousuf Karsh；1908年12月23日—2002年7月13日），加拿大亚美尼亚裔摄影师，被誉为“摄影界的伦勃朗”、"20世纪最伟大的肖像摄影师"。

## 生平
1908年出生於今土耳其馬爾丁的一個亞美尼亞人的基督教家庭。在1915年到1918年間，奧斯曼帝國政府針對其國內的亞美尼亞人進行亞美尼亞種族大屠殺；因受到迫害，1924年卡什獨自來到加拿大，住在其舅父位于魁北克舍布鲁克的家。舅父在當地是一名攝影師，卡什在暑假時總在暗房幫舅父的忙。17歲生日時，舅父送給卡什一台照相機，而卡什對攝影興趣日益濃厚，因此舅父把他送到波士頓的友人約翰·嘉羅那去學習。1933年起，卡什在渥太華经营一家小型照相館，因替加拿大總督貝斯巴勒伯爵（The Earl of Bessborough）拍照而出名，兩年後，獲得加拿大官方攝影師職位。 卡什最有名的作品是1941年12月31日为温斯顿·丘吉尔在加拿大国会下议院演讲完毕后拍摄的肖像。2002年7月13日，卡什逝世於波士頓，享年93歲，埋葬於渥太華。

## 作品
- Faces of destiny; portraits by Karsh (1946)
- Canada: as seen by the camera of Yousuf Karsh and described in words by John Fisher (1960)
- In search of greatness; reflections of Yousuf Karsh (1962)
- Karsh portfolio (1967)
- Faces of Our Time (1971)
- Karsh portraits (1976)
- Karsh Canadians (1978)
- Karsh: a fifty-year retrospective (1983)
- Karsh: American legends (1992)

## 相册

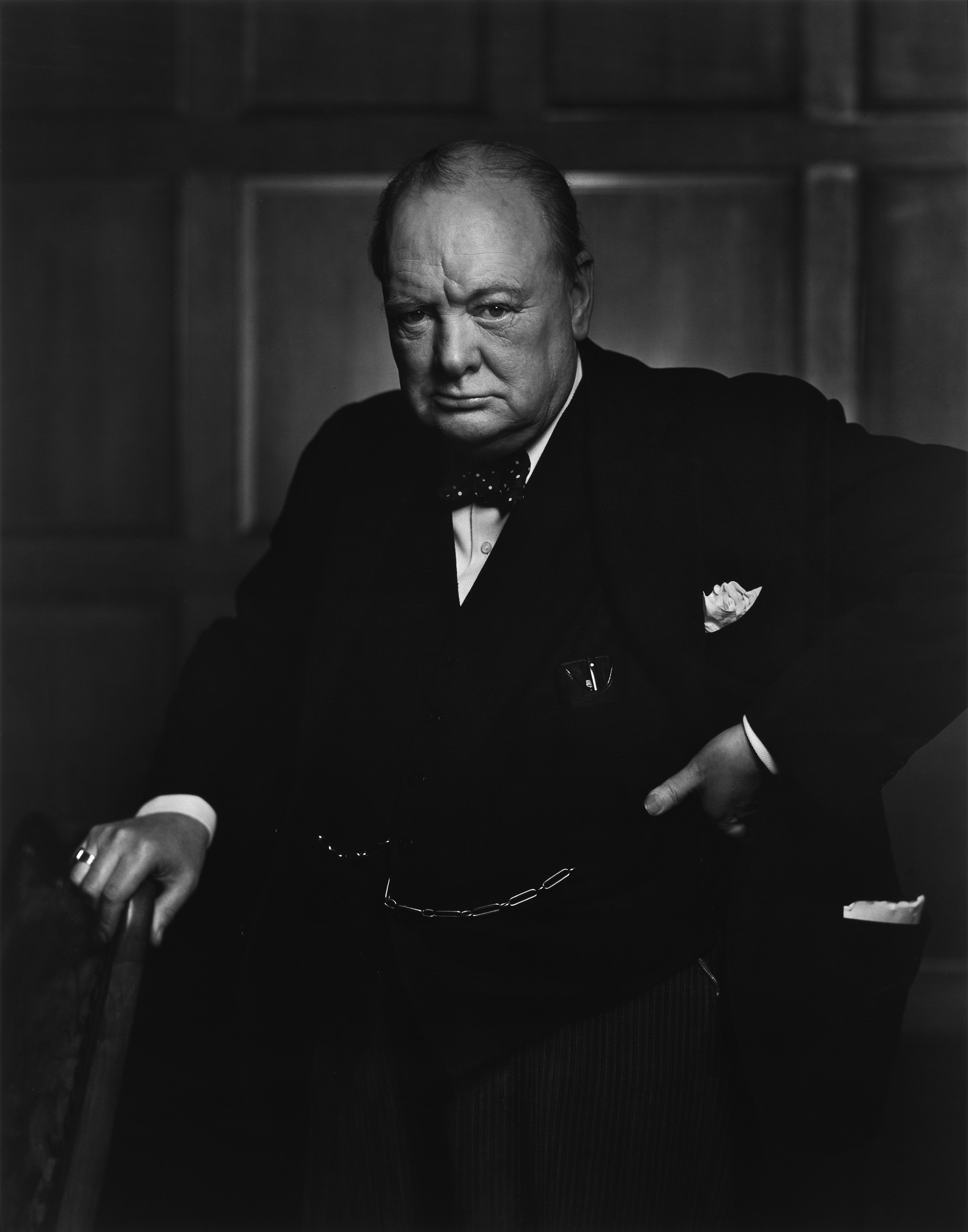
《愤怒的丘吉尔》（摄于1941年12月30日）
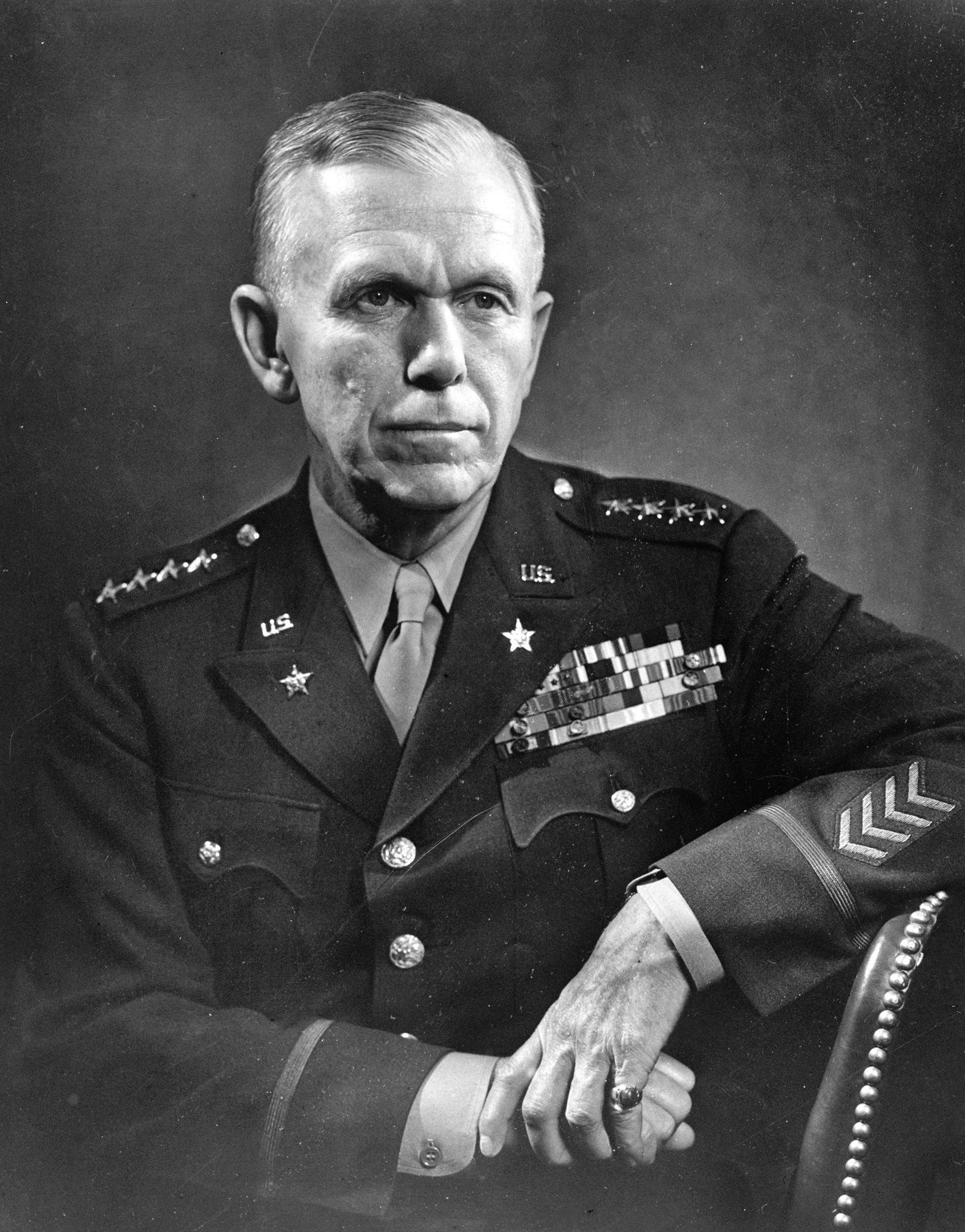
乔治·马歇尔（摄于1944年）
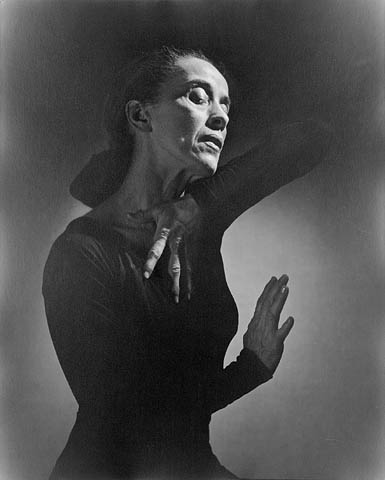
玛莎·葛兰姆（摄于1948年）
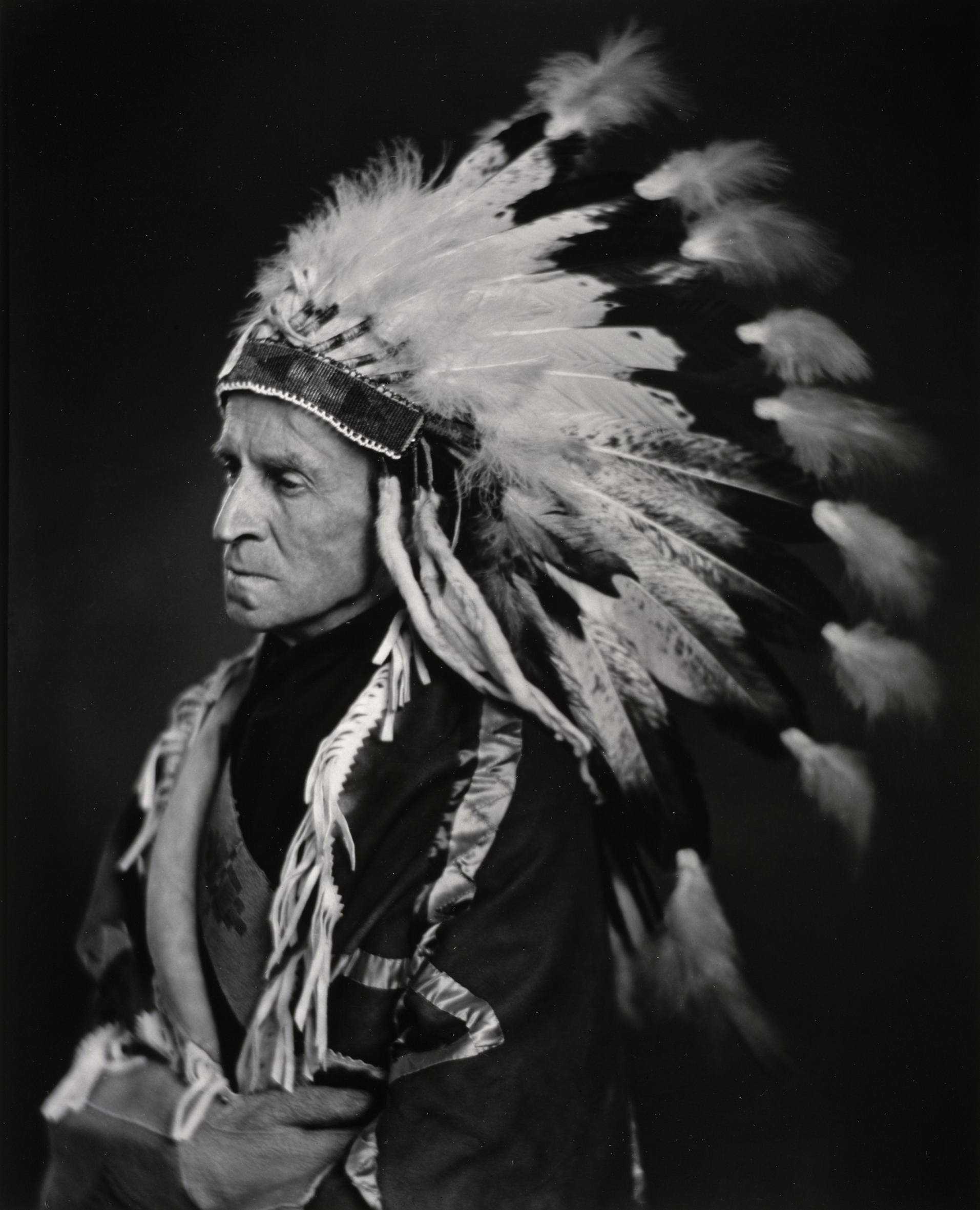
约翰·布肯（摄于1937年）
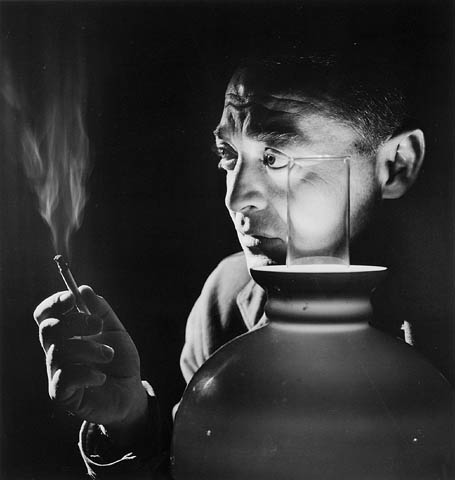
彼得·罗（摄于1946年）
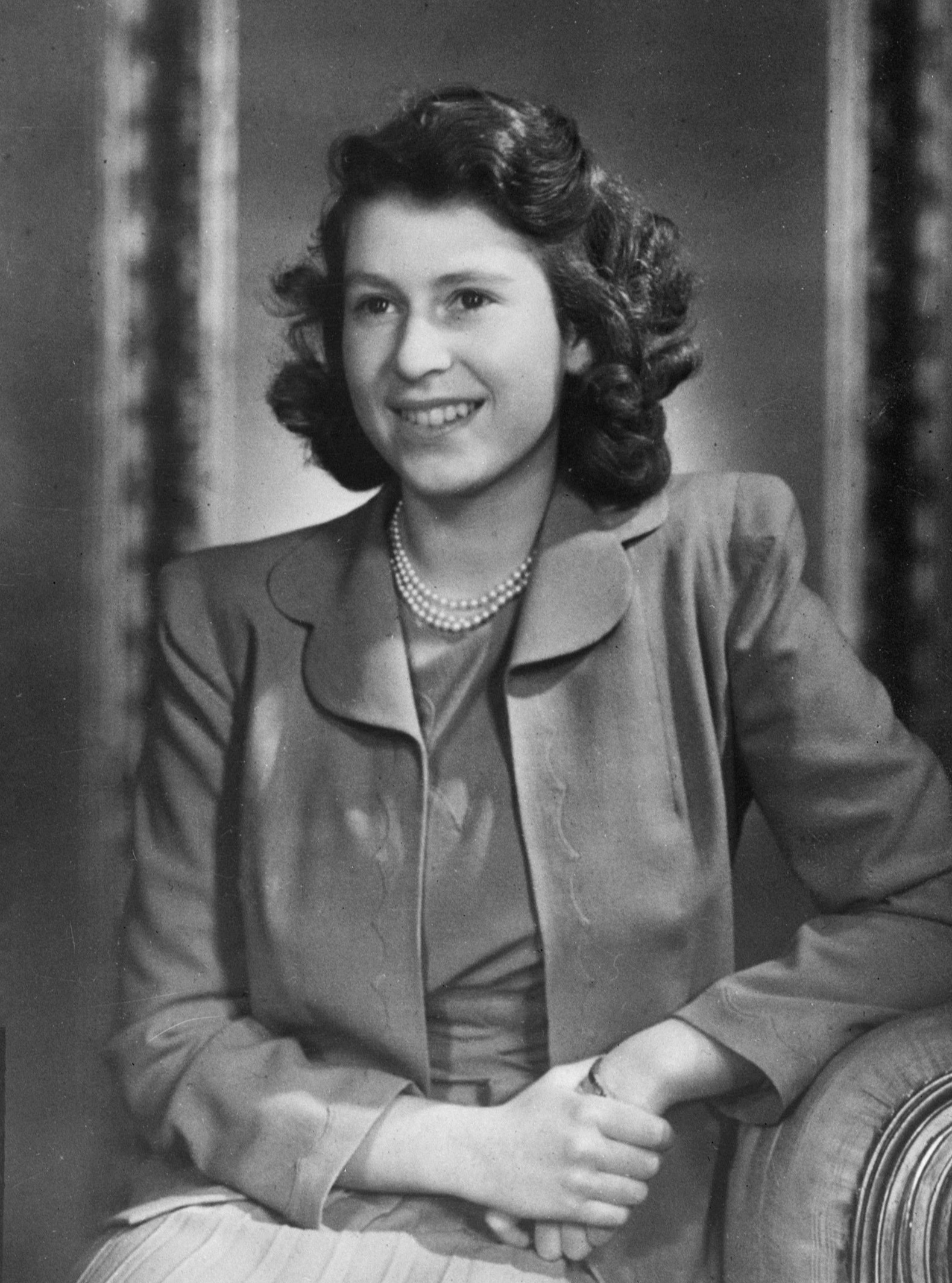
伊丽莎白二世（摄于1943年）